# Calumma tarzan
Calumma tarzan е вид влечуго от семейство Хамелеонови (Chamaeleonidae). Видът е критично застрашен от изчезване.

## Разпространение и местообитание
Разпространен е в Мадагаскар.
Обитава гористи местности, долини, крайбрежия и плажове.

## Описание
Популацията на вида е намаляваща.